# Jangen
För andra betydelser, se Jangen (olika betydelser).
Jangen är en sjö i Hagfors kommun i Värmland och ingår i Göta älvs huvudavrinningsområde. Sjön är 14 meter djup, har en yta på 4,51 kvadratkilometer och är belägen 212,1 meter över havet. Sjön avvattnas av vattendraget Jangsälven. Vid provfiske har bland annat abborre, löja, mört och nors fångats i sjön.

## Delavrinningsområde
Jangen ingår i det delavrinningsområde (667362-135695) som SMHI kallar för Utloppet av Jangen. Medelhöjden är 245 meter över havet och ytan är 20,03 kvadratkilometer. Det finns ett avrinningsområde uppströms, och räknas det in blir den ackumulerade arean 34,54 kvadratkilometer. Jangsälven som avvattnar avrinningsområdet har biflödesordning 4, vilket innebär att vattnet flödar genom totalt 4 vattendrag innan det når havet efter 376 kilometer. Avrinningsområdet består mestadels av skog (72 procent). Avrinningsområdet har 4,51 kvadratkilometer vattenytor vilket ger det en sjöprocent på 22,5 procent.

## Fisk
Vid provfiske har följande fisk fångats i sjön:
- Abborre
- Löja
- Mört
- Nors
- Siklöja